# Micaria yeniseica
Micaria yeniseica är en spindelart som beskrevs av Yuri M. Marusik och Koponen 2002. Micaria yeniseica ingår i släktet Micaria och familjen plattbuksspindlar. Inga underarter finns listade i Catalogue of Life.